# F-05D
docomo NEXT series ARROWS X LTE F-05D（ドコモ ネクストシリーズ アローズ エックス エルティーイー エフゼロゴディー）は、富士通によって開発された、NTTドコモの第3.9世代移動通信システム（Xi）と第3世代移動通信システム（FOMA）のデュアルモード端末である。docomo NEXT seriesのひとつ。

## 概要
F-12Cの後継機種で、ARROWSブランドのスマートフォンとしては初となるXi対応ハイエンドモデルである。
720pの動画をそのままの解像度で出力できるHDタッチ液晶を搭載しており、CPUはテキサス・インスツルメンツ製のデュアルコアプロセッサ「OMAP4430」を採用している。また、カメラにはソニーの裏面照射型CMOS「Exmor R for mobile」と富士通セミコンダクターが開発した画質処理エンジン「Milbeaut Mobile」を搭載しているほか、防水・防塵性能も備えている。 
なお本機種のTVCMは、イメージキャラクターの高良健吾本人のコメントをそのまま使っている。CMのバージョンによっては「映像美のREGZA Phoneも」と、同じ電池パックを使う兄弟機種であるREGZA Phone T-01Dについてのコメントがある。なお、そのT-01Dとその派生機種Disney Mobile on docomo F-08DはXiには非対応で、反対にF-05DはT-01DとF-08Dに搭載されている指紋認証機能が非搭載である。

## 主な機能
| 主な対応サービス                                 | 主な対応サービス                         | 主な対応サービス                       | 主な対応サービス                              |
| ------------------------------------------------ | ---------------------------------------- | -------------------------------------- | --------------------------------------------- |
| タッチパネル／加速度センサー                     | Xi／FOMAハイスピード                     | Bluetooth                              | DCMX／おサイフケータイ／赤外線／トルカ        |
| ワンセグ                                         | メロディコール                           | テザリング                             | WiFi IEEE802.11b/g/n                          |
| GPS                                              | spモード／電話帳バックアップ             | デコメール／デコメ絵文字／デコメアニメ | iチャネル                                     |
| エリアメール／ソフトウェアーアップデート自動更新 | デジタルオーディオプレーヤー(WMA)(MP3他) | GSM／3Gローミング（WORLD WING）        | フルブラウザ／Flash Player 10.3               |
| Androidマーケット／dメニュー／dマーケット        | Gmail／Google Talk／YouTube／Picasa      | バーコードリーダ／名刺リーダ           | ドコモ地図ナビ／Google Maps／ストリートビュー |

## 歴史
- 2011年10月18日 - NTTドコモより発表。
- 2011年12月10日 - 予約受付開始[8]
- 2011年12月17日 - 全国一斉発売開始。[9]
- 2012年11月7日 - Android 4.0.3へアップデート開始。

## 不具合・アップデート
2012年11月7日のアップデート
- OSバージョンアップ
- ビルド番号：V11R40A

2013年3月6日のアップデート
- 携帯電話（本体）でおまかせロックを設定しロック解除時に、まれに画面が正しく表示されない場合がある。

2013年6月19日のアップデート
- 携帯電話（本体）が再起動を繰り返す場合がある不具合を修正する。
※ソフトウェア更新実施後、本体起動中の表示が変更されるが、故障ではない。また画面表示時間が長くなる場合があるが、電池パックは外さないこと。
- ビルド番号がAndroidバージョン2.3.5の場合、V12R22G、V16R24C、V17R25B、V18R26A、V19R28A、V20R29A、V21R30CからV22R41Aに、Android 4.0.3の場合、V08R31C、V09R32BからV11R40Aになる。

2014年4月8日のアップデート
- 一部機種をWi-Fiアクセスポイント（Wi-Fiテザリング親機）とした場合、まれにF-05D（子機側）にてWi-Fi接続ができない場合がある不具合を修正する。
- 「Google ドライブ」アプリを追加
- ビルド番号がV13R42Cになる。過去ビルドとして、V08R31C、V09R32B、V11R40A、V11R41Aしか示されていないことから、Android 4.0.3にアップデート済みであることが前提とされている。